# 권기선
권기선(權祺善, 1960년 5월 10일 ~ )은 대한민국의 배우이다. 1978년 KBS 공채 5기 탤런트로 데뷔하였다.

## 학력
- 안양예술고등학교
- 한양여자전문대학 의류학과

## 연기 활동

### 드라마
- 1980년 KBS 드라마 《파천무》- 연실 역
- 1981년 KBS 주간연속극 《신촌억순이》
- 1981년 KBS1 대하드라마 《대명》
- 1983년 KBS1 특집드라마 《어머님 날 낳으시고》
- 1983년 KBS2 주간연속극 《안개》
- 1983년 KBS2 대하드라마 《객주》
- 1983년 KBS1 특집드라마 《푸른 꿈은 빛나라》
- 1984년 KBS1 TV 문학관 《실비명》
- 1984년 KBS2 주말연속극 《미망인》
- 1987년 KBS1 대하드라마 《노다지》
- 1988년 KBS2 납량특집드라마 《전설의 고향》〈넋꽃〉 ... 구슬 역
- 1989년 KBS1 일일연속극 《울밑에 선 봉선화》
- 1990년 KBS1 특집드라마 《여명의 그날》 ... 김정숙 역
- 1991년 KBS2 아침드라마 《그리고 흔들리는 배》
- 1991년 KBS2 미니시리즈 《형》 ... 소실 역
- 1992년 KBS1 특집드라마 《대리인》
- 1993년 MBC 주말연속극 《엄마의 바다》 ... 박순희 역
- 1993년 KBS 성탄특집극 《은하의 강》
- 1994년 KBS 아침드라마 《창 밖에 부는 바람》
- 1994년 SBS 일요아침드라마 《질주》 ... 박남경 역
- 1995년 SBS 주말극장 《옥이 이모》 ... 동경댁 역
- 1995년 KBS 주간시트콤 《간 큰 남자》
- 1996년 KBS 아침드라마 《여자가 사랑할 때》
- 1996년 KBS 추석특집극 《옛날에 이 길은》
- 1997년 KBS 설날특집극 《형제》 ... 영실 역
- 1997년 HBS 주간단막극 《사위별곡》
- 1998년 KBS 납량특집드라마 《전설의 고향》〈귀면살풍〉
- 1998년 KBS 대하드라마 《왕과 비》 ... 계양군 부인 역
- 1998년 MBC 주말연속극 《마음이 고와야지》
- 1999년 KBS 일일연속극 《사람의 집》
- 1999년 MBC 수목드라마 《햇빛속으로》... 연희 이모 역
- 2000년 MBC 일일연속극 《당신 때문에》 ... 서귀옥 역
- 2000년 KBS 미니시리즈 《나는 그녀가 좋다》
- 2001년 KBS 어린이드라마 《요정 컴미》 ... 명태 모 조미숙 역
- 2001년 KBS 미니시리즈 《귀여운 여인》
- 2002년 SBS 주말극장 《그 여자 사람잡네》 ... 배신녀 역
- 2003년 SBS 주말극장 《애정만세》 ... 봉희 역
- 2003년 SBS 주말특별기획 《천년지애》 ... 김순자 역
- 2004년 MBC 미니시리즈 《황태자의 첫사랑》 ... 유빈 모 역
- 2004년 MBC 주간시트콤 《아가씨와 아줌마 사이》 ... 어머니 역
- 2004년 SBS 대하드라마 《토지》
- 2005년 MBC 미니시리즈 《신입사원》 ... 권 마담 역
- 2005년 KBS 아침드라마 《위험한 사랑》 ... 부덕 역
- 2006년 MBC 주말연속극 《진짜 진짜 좋아해》 ... 마옥희 역
- 2006년 SBS 드라마스페셜 《무적의 낙하산 요원》 ... 오순진 역
- 2006년 KBS 아침드라마 《순옥이》 ... 조막심 역
- 2007년 KBS 미니시리즈 《달자의 봄》 ... 태봉 모, 손영심 역
- 2007년 KBS 단막극 《우리를 행복하게 하는 몇 가지 질문》
- 2008년 SBS 주말극장 《행복합니다》 ... 안미숙 역
- 2008년 KBS 주말연속극 《내 사랑 금지옥엽》 ... 장숙희 역
- 2009년 KBS 미니시리즈 《아가씨를 부탁해》 ... 김승자 역
- 2009년 SBS 일일연속극 《아내가 돌아왔다》 ... 도도화 역
- 2011년 KBS 미니시리즈 《로맨스 타운》 ... 오분자 역
- 2011년 JTBC 대하드라마 《인수대비》 ... 장흥부부인 신씨 (폐비윤씨의 어머니) 역
- 2014년 MBC 수목드라마 《앙큼한 돌싱녀》 ... 장숙자 역
- 2015년 SBS 주말특별기획 《이혼변호사는 연애중》 ... 유혜린의 시어머니 역 (특별출연)
- 2015년 KBS2 월화드라마 《오 마이 비너스》 ... 권옥분 역
- 2020년 채널A 금토드라마 《유별나! 문셰프》 ... 정혜숙 역

### 영화
- 1980년 《겨울 사랑》
- 1982년 《우상의 눈물》

## 수상
- 1981년 제5회 황금촬영상 시상식 신인 얼굴상
- 1982년 제18회 백상예술대상 TV부문 신인상 《대명》
- 1982년 한국일보 신인연기자상